# Greenfee
Greenfee is de bijdrage die een golfspeler aan de exploitant van een golfcomplex betaalt om een aantal holes te spelen (meestal 9 of 18). De hoogte van de greenfee verschilt per golfbaan. Voor het spelen van 18 holes betaalt men vaak tussen de 30 en 60 euro. In het weekend is de greenfee vaak iets hoger.
Soms krijgt een bezoeker korting op de greenfee als hij wordt geïntroduceerd door een lid van de club. Meestal moet dat lid dan met deze bezoeker meespelen.